# 100さいの機関車
『100さいの機関車（汽車のえほん20） 』（ひゃくさいのきかんしゃ（きしゃのえほん20））（原題Very Old Engines）は、低学年の児童向け絵本シリーズ「汽車のえほん」の第20巻である。

## 概要
1965年にイギリスで発行されたウィルバート・オードリー牧師執筆による汽車のえほんシリーズの第20巻。4話の短編作品を収録した低学年の児童向け絵本。挿絵はガンバー＆ピーター・エドワーズが担当。ポプラ社から1980年10月に日本語訳が出版されていたが、2004年頃絶版。2010年12月にミニ新装版が発売された。

## 収録作品
- 100年まえのスカーロイ（Crosspatch)
- あばれんぼうのスカーロイ（Bucking Bronco)
- どろくさいじだいおくれ（Stick-In-The-Mud)
- ダックと公爵（Duck and Dukes)

## 登場機関車
テレビシリーズの機関車紹介と重複する解説は省略、本巻の内容で特筆すべきものを紹介。
メインキャラクター
- スカーロイ - 100年前に製造された時は車輪が4個で機関室の屋根が無い。当時は生意気で向こう見ずな性格だった。後に従輪と屋根を付ける改造が行われた。
- レニアス
- ピーター・サム
- サー・ハンデル
- ダンカン
- ラスティー
- ダック

サブキャラクター
- タリスリン
- ドルゴッホ
- ニール - スカーロイの思い出話に登場する、今は無きソドー＆メインランド鉄道の二号機関車。四角い車体で機関室の屋根が無い変わった形状で、ニールソン社製の小型機関車を参考にしたと思われる。なお、彼はスカーロイ鉄道の事を「ちんまり鉄道」と呼んでおり、後にちんまり鉄道と訳されるアールズデール鉄道との混乱の元になっている。この巻のみに登場。